# Lehmäsaari (ö i Kymmenedalen, Kotka-Fredrikshamn)
Lehmäsaari (svenska: Legma) är en ö i Finland. Den ligger i Finska viken och i kommunen Kotka i den ekonomiska regionen  Kotka-Fredrikshamn i landskapet Kymmenedalen, i den södra delen av landet. Ön ligger nära Kotka och omkring 110 kilometer öster om Helsingfors.
Öns area är 1,31 kvadratkilometer och dess största längd är 2,5 kilometer i nord-sydlig riktning. Ön höjer sig omkring 15 meter över havsytan.